# Nedožery-Brezany
Nedožery-Brezany (em húngaro: Nádasérberzseny) é um município da Eslováquia, situado no distrito de Prievidza, na região de Trenčín. Tem 24,16 km² de área e sua população em 2018 foi estimada em 2.136 habitantes.

## Demografia
| Ano:        | 1994 | 2004   | 2014   | 2024   |
| ----------- | ---- | ------ | ------ | ------ |
| Broj ljudi: | 1828 | 1940   | 2110   | 2054   |
| Razlika:    |      | +6,12% | +8,76% | -2,65% |

| Ano:               | 2023 | 2024   |
| ------------------ | ---- | ------ |
| Número de pessoas: | 2062 | 2054   |
| Diferença:         |      | -0,38% |